# Eva Angelina
Eva Angelina (Huntington Beach, Califórnia, 14 de março de 1985) é uma atriz pornográfica norte-americana.

## Biografia

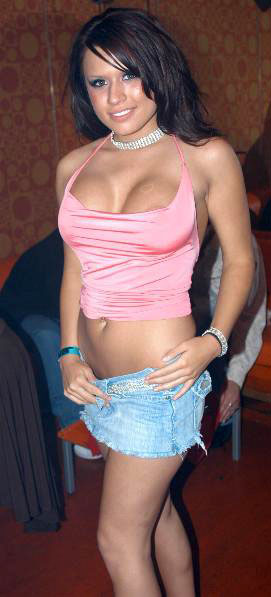
Eva Angelina 2006

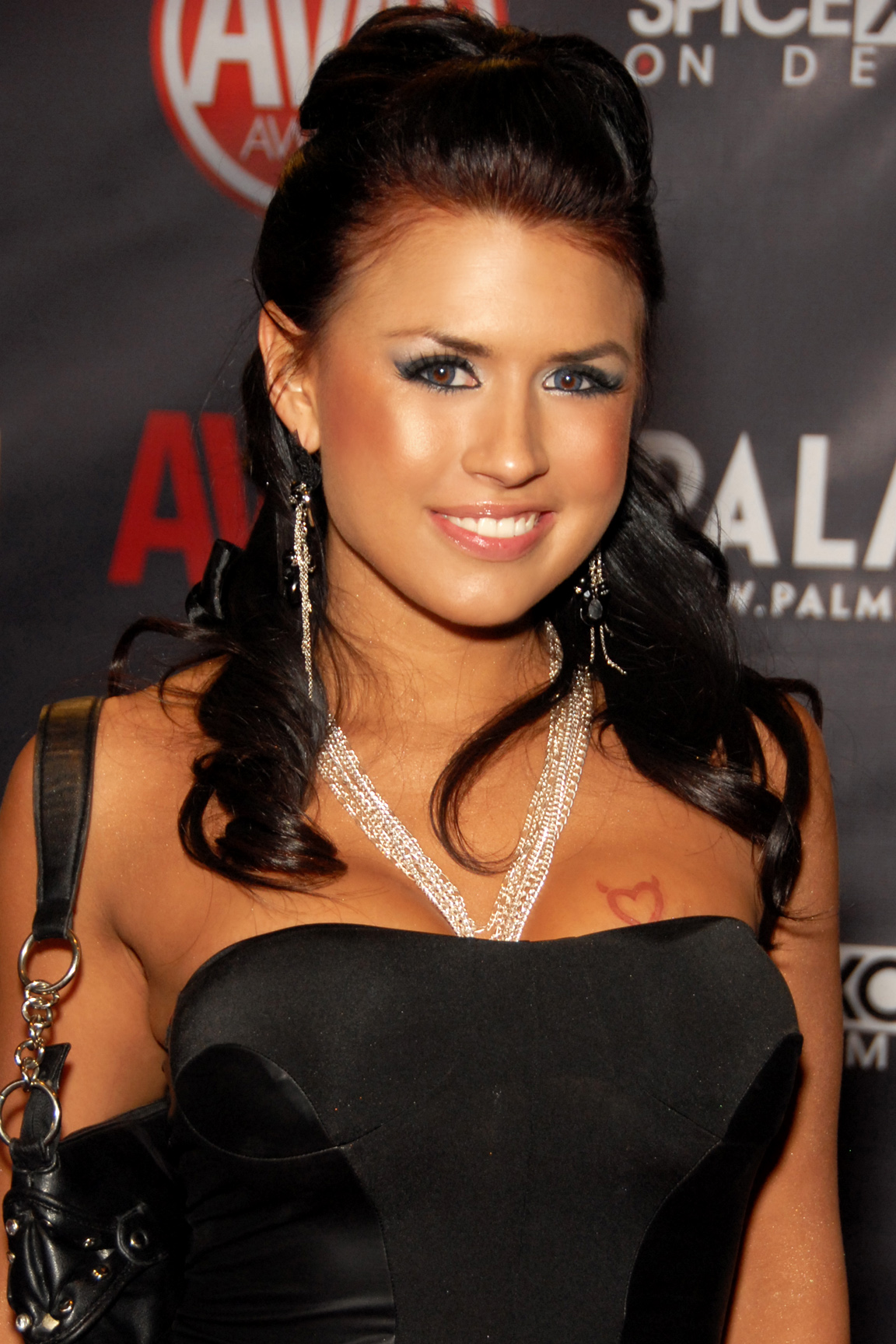
Eva Angelina AVN 2010

Tem origens cubana, chinesa, iraniana e britânica. Já usou os nomes Angelina Del Mar e Angelina.
Ela afirmou que vem de uma família rica que perdeu tudo quando tinha treze anos de idade.
Eva foi para o Foothill College em Tustin, Califórnia, que é uma cidade em Orange County, nos Estados Unidos.

## Carreira
Eva entrou no mundo do pornô 3 meses depois de completar 18 anos. Ela afirma ter sido tão ansiosa para fazer pornô que começou a fazer seus primeiros vídeos caseiros aos 13 anos de idade.
Começou a fazer filmes no ano de 2003 e teve, até o ano de 2007. Já foi fotografada para várias revistas, entre elas, Club, Hustler e Genesis.
Entre maio e novembro de 2004 deixou temporariamente a industria pornô. Tentou entrar na Marinha e chegou a trabalhar na rede de fast food 'Macaroni Grill' em Valencia, Califórnia.
Retornou ao cinema pornô pouco antes do suicídio de seu namorado, Dan Beard, que ocorreu em 7 de novembro de 2004.
É conhecida por usar óculos nas cenas de sexo.

### Marcos na carreira
- Primeiro anal em Upload (2007), Sex Z Pictures, dir. Eli Cross[5]
- Primeiro double penetration em Upload (2007), Sex Z Pictures, dir. Eli Cross[5]
- Primeiro double vaginal em Evalutionary 2 (2012), Elegant Angel, dir. William H. Nutsack [6]
- Primeiro double anal em Evalutionary 2 (2012), Elegant Angel, dir. William H. Nutsack[6]

## Filmes Perfil
- Eva Angelina (2006) Ninn Worx, dir. Halle Vanderhyden[7]
- E For Eva (2007) Evil Angel, dir. Jonni Darkko [8]
- Evalutionary (2009) Elegant Angel, dir. William H. Nutsack  [9]
- Evalutionary 2 (2012) Elegant Angel, dir. William H. Nutsack  [6]
- Eva Angelina No Limits (2012) Zero Tolerance, dir. Mike Quasar [10]

## Filmografia parcial
- Blue Angels # 1, # 2
- College Invasion # 2, # 3, # 4
- Deep Throat This # 18
- Desperate Wives # 2
- Jack's Teen America # 6, # 8
- Just Over 18 # 10
- Squirting 101 # 2
- Swallow My Squirt # 2
- Teen Dreams # 7
- Teens Revealed # 3
- Throat Bangers # 4
- Throat Gaggers # 6
- My hero
- Big Wet Asses # 12

## Prêmios e indicações

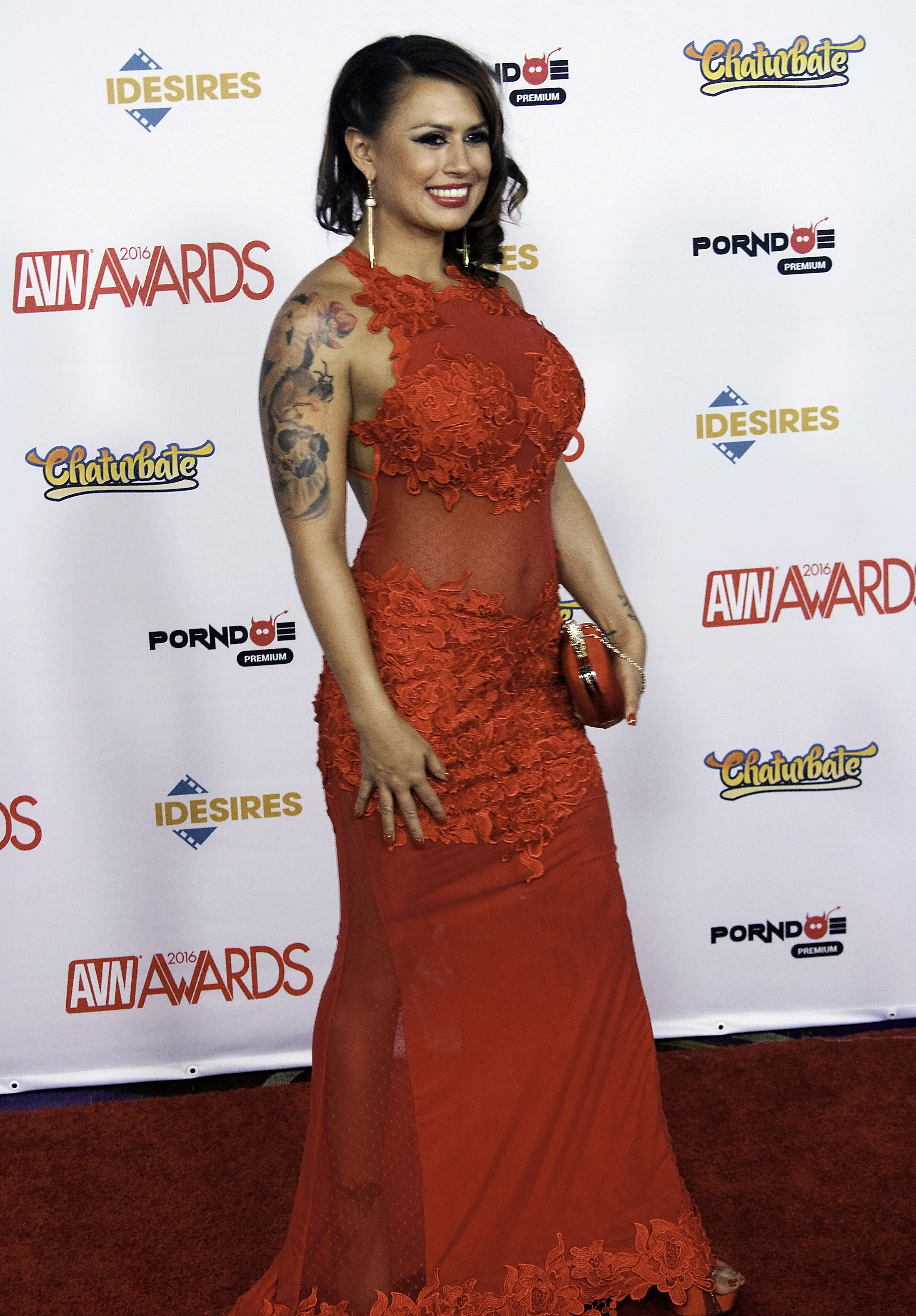
Eva Angelina at AVN Awards 2016 (26398736520)

| Ano  | Cerimônia   | Resultado | Prêmio                            | Trabalho               |
| ---- | ----------- | --------- | --------------------------------- | ---------------------- |
| 2007 | Nightmoves  | Venceu    | Best Actress – Fan's Choice Award |                        |
| 2008 | AVN Awards  | Venceu    | Best Actress                      | Upload'                |
| 2008 | AVN Awards  | Venceu    | Best Solo Sex Scene               | Upload'                |
| 2008 | XBIZ Awards | Venceu    | Female Performer of the Year      |                        |
| 2008 | XRCO Awards | Venceu    | Single Performance, Actress&nbsp  | Upload'                |
| 2010 | AVN Awards  | Venceu    | Best All-Girl Group Sex Scene     | Deviance               |
| 2010 | AVN Awards  | Indicado  | Web Starlet of the Year           |                        |
| 2010 | XBIZ Awards | Venceu    | Pornstar Website of the Year      |                        |
| 2010 | XRCO Awards | Indicado  | Best Cumback                      |                        |
| 2010 | XRCO Awards | Indicado  | Orgasmic Analist of the Year      |                        |
| 2011 | AVN Awards  | Venceu    | Best Tease Performance            | Car Wash Girls         |
| 2012 | AVN Awards  | Indicado  | Best Double Penetration Sex Scene | Pornstars Punishment 2 |
| 2013 | AVN Awards  | Indicado  | Best All-Girl Group Sex Scene     | Deviance 3             |
| 2013 | AVN Awards  | Indicado  | Best Double Penetration Sex Scene | Evalutionary 2         |
| 2013 | AVN Awards  | Indicado  | Best Three-Way Sex Scene: G/G/B,  | Evalutionary 2         |
| 2013 | AVN Awards  | Indicado  | Female Performer of the Year      |                        |
| 2013 | NIGHTMOVES  | Indicado  | Best Ethnic Performer             |                        |
| 2013 | XBIZ Awards | Indicado  | Best Scene - All-Girl             | Deviance 3             |
| 2013 | XBIZ Awards | Indicado  | Performer Comeback of the Year    |                        |
| 2013 | XRCO Awards | Indicado  | Best Cumback                      |                        |
| 2018 | AVN Awards  | Venceu    | Hall of Fame (Video Branch)       |                        |